# 澳洲鱗鮋
澳洲鱗鮋，為輻鰭魚綱鮋形目鮋亞目真裸皮鮋科的其中一種，為亞熱帶海水魚，分布於西太平洋澳洲昆士蘭至維多利亞省海域，棲息深度1-30公尺，體長可達15公分，棲息在沿岸岩石底質河口、海灣，生活習性不明，具有毒性。